# Antiope (regina delle Amazzoni)
Antiope (in greco antico: Ἀντιόπη?, Antiópē) è un personaggio della mitologia greca. Fu una regina delle Amazzoni.
Compare nei miti di Eracle e di Teseo e le sue gesta spesso s'incrociano con quelle di altre due Amazzoni (Ippolita e Melanippe), tanto da far supporre che i tre nomi possano corrispondere allo stesso personaggio.

## Genealogia
Figlia di Ares.
Secondo alcune versioni fu lei la madre di Ippolito avuto da Teseo.

## Mitologia
Fu catturata nella battaglia avvenuta nei pressi di Temiscira (la nona delle dodici fatiche di Eracle) e fu ceduta (come preda di guerra) a Teseo che in quell'episodio era un alleato di Eracle.

Oppure, nella stessa battaglia, fu lei l'amazzone catturata da Teseo e portata ad Atene  od ancora conobbe e seguì Teseo in un episodio diverso da quello della nona fatica di Eracle.
Secondo Pausania, Antiope si innamorò di Teseo e tradì le Amazzoni di sua spontanea volontà e fu in seguito uccisa da Molpadia durante l'attacco delle Amazzoni contro Atene (la guerra Attica).
Plutarco, che si riferisce al mito di Antiope citando autori più antichi di cui non ci sono pervenute le opere (Filocoro, Ferecide di Lero, Ellanico di Lesbo ed Erodoro di Eraclea), fa capire che le discordanze sul mito di Antiope sono antecedenti agli scritti sopra citati ed aggiunge che Molpadia uccise Antiope accidentalmente e con un giavellotto.
Secondo Igino inoltre, fu la stessa Antiope a decidere l'attacco delle Amazzoni contro Atene poiché Teseo l'aveva abbandonata per sposare Fedra e da lui fu uccisa durante quell'episodio.
Un monumento a lei dedicato esisteva nell'antica Piraeus (oggi Il Pireo).

## Nella cultura successiva

### Letteratura
Giovanni Boccaccio cita Antiope nell'opera De mulieribus claris pubblicato nel 1374.
Antiope viene citata nel Sogno di una notte di mezza estate di William Shakespeare durante il litigio tra Oberon e Titania, re e regina delle fate: Oberon accusa Titania di aver indotto il duca di Atene Teseo a tradire Egle, Arianna ed Antiope.

### Cinema
Il personaggio di Antiope appare in alcuni film:
- La disfatta delle amazzoni (The Warrior's Husband) di Walter Lang con Elissa Landi nel ruolo di Antiope (1933).
- Le guerriere dal seno nudo di Terence Young (1974).
- Wonder Woman di Patty Jenkins interpretata da Robin Wright (2017).

### Fumetti
- Antiope, nei fumetti DC Comics, è la zia di Wonder Woman. Prima di venire assassinata da Arianna, fu la Regina delle Amazzoni di Bana-Mighdall.